# Jim Warren
Jim Warren (24 de novembro de 1949) é um ilustrador estadunidense, notório por seus trabalhos realizados em obras de fantasia e ficção científica.

## Livros
- The Art of Jim Warren: An American Original Art Lover Products, 1997. ISBN 978-0965877503
- Painted Worlds, 2002.